# Beyrède-Jumet
Beyrède-Jumet korábbi község Franciaország Okcitánia régiójában, Hautes-Pyrénées megyében. Lakosainak száma 196 fő (2018. január 1.). Beyrède-Jumet Esparros, Arreau, Aspin-Aure, Camous, Campan, Fréchet-Aure, Hèches, Ilhet és Sarrancolin községekkel határos.
2019. január 1-jén Camous korábbi községgel egyesült és az így létrejött Beyrède-Jumet-Camous új község része lett.

## Népesség
A település népességének változása:
| Lakosok száma | 203  | 188  | 195  | 192  | 196  |
|               | 2013 | 2015 | 2016 | 2017 | 2018 |